# ケルニッヒ徴候
ケルニッヒ徴候（ケルニッヒちょうこう、英: Kernig's sign, Kernig's symptom）とは神経学的所見のひとつで、項部硬直と同様に髄膜刺激症状の1つである。名前はバルト・ドイツ人神経生理学者、ヴォルデマール・ケルニッヒ(en:Woldemar Kernig)に由来する。
患者を仰臥位にさせ、一側股関節および同側の膝関節を直角に曲げた状態で膝を押さえながら下肢を他動的に伸展すると伸展制限が出る場合、あるいは下肢を伸展させたまま挙上する (持ち上げる) と膝関節が屈曲してしまう場合にケルニッヒ徴候陽性という。これは大腿屈筋が攣縮するために起こる現象であり、通常は両側性である。また苦悶様表情を伴うこともあるが、必須ではない。すなわち疼痛が原因となって起きる現象ではない。

## 注意点
似ている神経学的所見にラセーグ徴候というものがあるが、こちらは疼痛が原因であり、通常一側性である。